# Премия «Ника» за лучшую работу художника
Премия «Ника» за лучшую работу художника вручается ежегодно Российской Академией кинематографических искусств, начиная с первой церемонии в 1988 году.

## Список лауреатов и номинантов
Лауреаты выделены отдельным цветом. 

### 1988—1990
| Церемония  | Художник                       | Фильм                                                        |
| ---------- | ------------------------------ | ------------------------------------------------------------ |
| 1-я (1988) | Георгий Микеладзе              | «Покаяние»                                                   |
| 1-я (1988) | Алексей Пархоменко (посмертно) | «Скверный анекдот»                                           |
| 1-я (1988) | Марксэн Гаухман-Свердлов       | «Чужая белая и рябой»                                        |
| 2-я (1989) | Марксэн Гаухман-Свердлов       | «Асса»                                                       |
| 2-я (1989) | Наталья Васильева              | «Господин оформитель»                                        |
| 2-я (1989) | Вахтанг Руруа                  | «Робинзонада, или Мой английский дедушка»                    |
| 3-я (1990) | Сергей Параджанов              | «Ашик-Кериб»                                                 |
| 3-я (1990) | Марксэн Гаухман-Свердлов       | «Чёрная роза — эмблема печали, красная роза — эмблема любви» |
| 3-я (1990) | Людмила Кусакова               | «Город Зеро»                                                 |

### 1991—2000
| Церемония   | Художник(и)                                                                    | Фильм                             |
| ----------- | ------------------------------------------------------------------------------ | --------------------------------- |
| 4-я (1991)  | Борис Бланк                                                                    | «Мать Иисуса»                     |
| 4-я (1991)  | Валерий Кострин, Леван Лазишвили, Александр Панфилов, Франческо Куппини        | «Мать»                            |
| 4-я (1991)  | Владимир Ярин, Сергей Онипенко                                                 | «Подземелье ведьм»                |
| 5-я (1992)  | Александр Борисов, Сергей Иванов                                               | «Небеса обетованные»              |
| 5-я (1992)  | Марксэн Гаухман-Свердлов                                                       | «Дом под звёздным небом»          |
| 5-я (1992)  | Людмила Кусакова                                                               | «Цареубийца»                      |
| 6-я (1993)  | Борис Бланк                                                                    | «Если бы знать…»                  |
| 6-я (1993)  | Ольга Кравченя                                                                 | «Ричард Львиное Сердце»           |
| 6-я (1993)  | Тамара Поцхишвили                                                              | «Избранник»                       |
| 7-я (1994)  | Владимир Королев                                                               | «Дети чугунных богов»             |
| 7-я (1994)  | Борис Бланк                                                                    | «Месть шута»                      |
| 7-я (1994)  | Ольга Кравченя                                                                 | «Русский регтайм»                 |
| 8-я (1995)  | Владимир Карташов                                                              | «Замок»                           |
| 8-я (1995)  | Борис Бланк                                                                    | «Простодушный»                    |
| 8-я (1995)  | Николай Емельянов, Виктор Сафронов, Владимир Птицын                            | «Волшебник Изумрудного города»    |
| 9-я (1996)  | Людмила Кусакова                                                               | «Барышня-крестьянка»              |
| 9-я (1996)  | Борис Бланк, Магдалена Дипонт                                                  | «За что?»                         |
| 9-я (1996)  | Николай Самонов                                                                | «Мания Жизели»                    |
| 10-я (1997) | Борис Бланк и Владимир Гудилин                                                 | «Карьера Артуро Уи. Новая версия» |
| 10-я (1997) | Владимир Донсков                                                               | «Ермак»                           |
| 10-я (1997) | Георгий Кропачёв                                                               | «Летние люди»                     |
| 11-я (1998) | Сергей Коковкин, Валерий Юркевич                                               | «Царевич Алексей»                 |
| 11-я (1998) | Константин Загорский                                                           | «Маленькая принцесса»             |
| 11-я (1998) | Виктор Петров                                                                  | «Вор»                             |
| 12-я (1999) | Белла Маневич-Каплан                                                           | «Цветы календулы»                 |
| 12-я (1999) | Вера Зелинская                                                                 | «Про уродов и людей»              |
| 12-я (1999) | Людмила Кусакова                                                               | «День полнолуния»                 |
| 13-я (2000) | Владимир Светозаров, Георгий Кропачёв, Михаил Герасимов                        | «Хрусталёв, машину!»              |
| 13-я (2000) | Виктор Иванов, Вера Зелинская                                                  | «Барак»                           |
| 13-я (2000) | Андрей Макаров, Василий Пичул, при участии Алексея Леоновича и Владимира Ярина | «Небо в алмазах»                  |

### 2001—2010
| Церемония   | Художник(и)                                                   | Фильм                                                        |
| ----------- | ------------------------------------------------------------- | ------------------------------------------------------------ |
| 14-я (2001) | Александр Толкачёв, Владимир Ермаков                          | «Русский бунт»                                               |
| 14-я (2001) | Вера Зелинская, Николай Самонов                               | «Дневник его жены»                                           |
| 14-я (2001) | Юрий Хариков                                                  | «Москва»                                                     |
| 15-я (2002) | Наталья Кочергина                                             | «Телец»                                                      |
| 15-я (2002) | Владимир Аронин                                               | «Займёмся любовью»                                           |
| 15-я (2002) | Павел Новиков                                                 | «Сказ про Федота-стрельца»                                   |
| 15-я (2002) | Людмила Кусакова                                              | «Яды, или Всемирная история отравлений»                      |
| 16-я (2003) | Владимир Светозаров                                           | «Кукушка»                                                    |
| 16-я (2003) | Шавкат Абдусаламов                                            | «Кострома»                                                   |
| 16-я (2003) | Евгений Голубенко                                             | «Чеховские мотивы»                                           |
| 17-я (2004) | Елена Жукова, Наталья Кочергина                               | «Русский ковчег»                                             |
| 17-я (2004) | Александр Борисов, Леонид Свинцицкий                          | «Ключ от спальни»                                            |
| 17-я (2004) | Александр Загоскин                                            | «Бедный, бедный Павел»                                       |
| 18-я (2005) | Ольга Кравченя                                                | «Водитель для Веры»                                          |
| 18-я (2005) | Евгений Голубенко                                             | «Настройщик»                                                 |
| 18-я (2005) | Григорий Пушкин, Александр Стройло, Жанна Пахомова            | «Свои»                                                       |
| 19-я (2006) | Владимир Аронин                                               | «Статский советник»                                          |
| 19-я (2006) | Елена Жукова                                                  | «Солнце»                                                     |
| 19-я (2006) | Сергей Ракутов, Георгий Кропачёв                              | «Garpastum»                                                  |
| 20-я (2007) | Людмила Кусакова                                              | «Андерсен. Жизнь без любви»                                  |
| 20-я (2007) | Ольга Кравченя                                                | «Парк советского периода»                                    |
| 20-я (2007) | Игорь Коцарев, Александр Толкачёв                             | «Остров»                                                     |
| 21-я (2008) | Даши Намдаков, Елена Жукова                                   | «Монгол»                                                     |
| 21-я (2008) | Андрей Понкратов                                              | «Изгнание»                                                   |
| 21-я (2008) | Ульяна Рябова                                                 | «Русалка»                                                    |
| 22-я (2009) | Владимир Гудилин                                              | «Стиляги»                                                    |
| 22-я (2009) | Сергей Коковкин, Эльдар Кархалев, при участии Сергея Ракутова | «Бумажный солдат»                                            |
| 22-я (2009) | Кирилл Мурзин                                                 | «Обитаемый остров. Фильм 1»                                  |
| 22-я (2009) | Павел Пархоменко, Анастасия Каримулина                        | «Морфий»                                                     |
| 23-я (2010) | Сергей Иванов                                                 | «Царь»                                                       |
| 23-я (2010) | Марина Азизян                                                 | «Полторы комнаты, или Сентиментальное путешествие на родину» |
| 23-я (2010) | Александр Борисов, Сергей Иванов                              | «Анна Каренина»                                              |

### 2011—2019
| Церемония   | Художник(и)                                     | Фильм                              |
| ----------- | ----------------------------------------------- | ---------------------------------- |
| 24-я (2011) | Алим Матвейчук                                  | «Брестская крепость»               |
| 24-я (2011) | Вера Зелинская                                  | «Край»                             |
| 24-я (2011) | Андрей Понкратов, Алексей Потапов               | «Овсянки»                          |
| 25-я (2012) | Владимир Гудилин                                | «Жила-была одна баба»              |
| 25-я (2012) | Алёна Кудревич                                  | «Шапито-шоу»                       |
| 25-я (2012) | Юрий Хариков, Владимир Родимов                  | «Мишень»                           |
| 26-я (2013) | Сергей Февралёв                                 | «Орда»                             |
| 26-я (2013) | Виктор Петров                                   | «Шпион»                            |
| 26-я (2013) | Елена Жукова                                    | «Фауст»                            |
| 27-я (2014) | Сергей Иванов                                   | «Сталинград»                       |
| 27-я (2014) | Зорикто Доржиев, Артём Хабибулин                | «Небесные жёны луговых мари»       |
| 27-я (2014) | Елена Жукова                                    | «Роль»                             |
| 28-я (2015) | Сергей Коковкин, Георгий Кропачёв, Елена Жукова | «Трудно быть богом»                |
| 28-я (2015) | Андрей Понкратов                                | «Левиафан»                         |
| 28-я (2015) | Ульяна Рябова                                   | «Звезда»                           |
| 29-я (2016) | Валентин Гидулянов                              | «Конец прекрасной эпохи»           |
| 29-я (2016) | Юрий Карасик                                    | «Орлеан»                           |
| 29-я (2016) | Алексей Федорченко, Артём Хабибулин             | «Ангелы революции»                 |
| 30-я (2017) | Андрей Понкратов                                | «Дуэлянт»                          |
| 30-я (2017) | Сергей Агин                                     | «Викинг»                           |
| 30-я (2017) | Павел Пархоменко                                | «Дама Пик»                         |
| 31-я (2018) | Вера Зелинская, Елена Жукова                    | «Матильда»                         |
| 31-я (2018) | Владимир Гудилин                                | «Большой»                          |
| 31-я (2018) | Сергей Февралёв, Юлия Макушина                  | «Анна Каренина. История Вронского» |
| 32-я (2019) | Елена Окопная                                   | «Довлатов»                         |
| 32-я (2019) | Алексей Максимов                                | «Война Анны»                       |
| 32-я (2019) | Андрей Понкратов                                | «Лето»                             |

## 2020—2029
2024. Павел Новиков и Владимир Трапезников за "Сердце Пармы